# Agostinho de Nidrósia
Agostinho de Nidaros (em latim: Augustinus Nidroniensis; em norueguês: Øystein Erlandson; ca. 1120, perto de Trontêmio - 1188, Trontêmio) foi um clérigo católico romano da Noruega no século XII e Arcebispo de Nidaros.

## Biografia
Øystein era filho de Erlend Himalde; pertencia a uma respeitada família de Trøndelag, aparentada com os Arnmödlings e com a família real. Foi capelão e pároco do rei ei Ingo I da Noruega e foi nomeado por ele como Arcebispo de Nidaros em 1157, e oficialmente pelo Papa Alexandre III em 1161.
Com grande habilidade, Øystein assumiu o trabalho de implementar as exigências de reforma do Papa Gregório VII e as ideias da Igreja universal da época na Noruega. As condições políticas eram favoráveis, pois Erling Skakke precisava do apoio do clero para garantir a dignidade real de seu filho Magno. Øystein concordou em coroar e ungir o Rei Magno e assim não só obteve benefícios financeiros para o arcebispado, mas também que a aprovação de uma nova lei de sucessão que reconheceu o direito de o filho real mais velho do rei, se ele estivesse apto para ser rei. Dez anos depois, Magno também emitiu uma carta de privilégio para a igreja norueguesa, onde secretamente, para si e seus sucessores, tomou as terras do feudo de São Olavo, "o eterno rei da Noruega". Com esta carta, o direito canônico também ganharia plena validade na Noruega.
Durante a disputa entre Magno e o rei Sverre, Øystein apoiou fortemente o rei Magno e teve que deixar o país após sua derrota em Ilevollene. Øystein foi para a Inglaterra e baniu o rei Sverre em 1180. Ele não retornou até 1183 e agora firmou um acordo com Sverre.
O arcebispo se dedicou à construção de igrejas e mosteiros. A Catedral de Nidaros foi em grande parte reconstruída sob seu governo, e em 1161 consagrou uma capela lateral no transepto. Após o seu regresso da Inglaterra em 1183, continuou as suas obras de construção, agora sob a influência do novo estilo gótico, que parece ter sido introduzido na Noruega por ele. Ele também apoiou a construção de igrejas em outras partes da diocese e fundou os mosteiros agostinianos de Elgeseter, perto de Trondheim, e o mosteiro de Kastelle, em Konghelle.
Øystein visitava frequentemente seu arcebispado e promovia o culto a Santo Olavo, escrevendo, entre outras coisas, um acréscimo à lenda mais antiga de Olavo ( Passio Olavi), com relatos dos milagres que deveriam ter acontecido em seu próprio tempo. Ele também publicou um direito cristão agora perdido. Os escritos de Teodorico, o Monge sobre os reis noruegueses são dedicados ao arcebispo.

Após sua morte, Øystein foi enterrado na catedral de Nidaros. Num sínodo norueguês em 1229, ele foi declarado santo, mas vários esforços para canonizá-lo formalmente não tiveram sucesso. Em 2001, o Vaticano permitiu que o seu dia em memória fosse celebrado em 26 de janeiro.

## Ligações Externas
- «Archbishop St. Øystein Erlendsson» (em inglês). Catholic Hierarchy
- «Agostino Erlendsson» (em italiano). Santi, beati e testimoni